# Station Villers-la-Ville
Station Villers-la-Ville (Frans: Gare de Villers-la-Ville) is een spoorwegstation in de Waals-Brabantse gemeente Villers-la-Ville op spoorlijn 140 (Charleroi - Ottignies). Het is nu een stopplaats. Er is een gratis fietsstalling aanwezig.

## Treindienst
| Serie       | Treinsoort               | Route                                                                     | Bijzonderheden                                            |
| ----------- | ------------------------ | ------------------------------------------------------------------------- | --------------------------------------------------------- |
| S 61        | S-trein Charleroi (NMBS) | Waver – Villers-la-Ville – Charleroi-Centraal – Jambes                    | Rijdt in de week 2×/u tussen Jambes - Charleroi-Centraal. |
| P 7750/8750 | Piekuurtrein (NMBS)      | [ Erquelinnes – ] / [ Ottignies – Villers-la-Ville – ] Charleroi-Centraal | Rijdt alleen op werkdagen.                                |

## Galerij

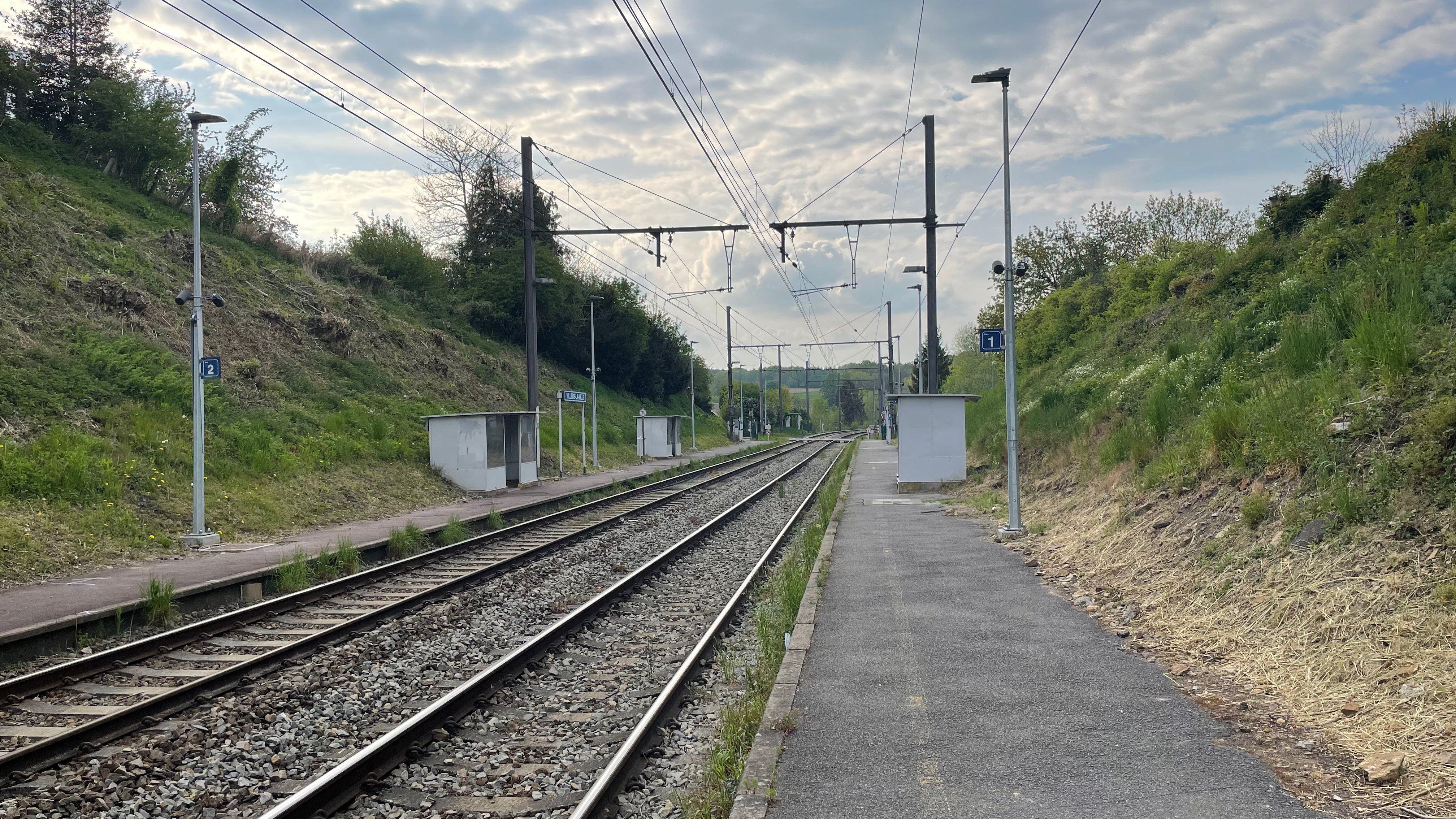
Station Villers-la-Ville

## Reizigerstellingen
De grafiek en tabel geven het gemiddeld aantal instappende reizigers weer op een week-, zater- en zondag.
| Tabel: aantal instappende reizigers station Villers-la-Ville | Tabel: aantal instappende reizigers station Villers-la-Ville | Tabel: aantal instappende reizigers station Villers-la-Ville | Tabel: aantal instappende reizigers station Villers-la-Ville |
|                                                              | Weekdag                                                      | Zaterdag                                                     | Zondag                                                       |
| ------------------------------------------------------------ | ------------------------------------------------------------ | ------------------------------------------------------------ | ------------------------------------------------------------ |
| 1977                                                         | 223                                                          | 53                                                           | 31                                                           |
| 1978                                                         | 190                                                          | 55                                                           | 33                                                           |
| 1979                                                         | 227                                                          | 70                                                           | 36                                                           |
| 1980                                                         | 203                                                          | 42                                                           | 23                                                           |
| 1981                                                         | 229                                                          | 42                                                           | 44                                                           |
| 1982                                                         | 329                                                          | 38                                                           | 46                                                           |
| 1983                                                         | 205                                                          | 38                                                           | 40                                                           |
| 1984                                                         | 184                                                          | 39                                                           | 51                                                           |
| 1985                                                         | 205                                                          | 59                                                           | 72                                                           |
| 1986                                                         | 208                                                          | 51                                                           | 54                                                           |
| 1987                                                         | 270                                                          | 48                                                           | 63                                                           |
| 1988                                                         | 244                                                          | 36                                                           | 42                                                           |
| 1989                                                         | 255                                                          | 44                                                           | 42                                                           |
| 1990                                                         | 208                                                          | 47                                                           | 43                                                           |
| 1991                                                         | 272                                                          | 79                                                           | 40                                                           |
| 1992                                                         | 292                                                          | 66                                                           | 42                                                           |
| 1993                                                         | 261                                                          | 46                                                           | 38                                                           |
| 1994                                                         | 247                                                          | 117                                                          | 88                                                           |
| 1995                                                         | 209                                                          | 56                                                           | 48                                                           |
| 1996                                                         | 242                                                          | 29                                                           | 80                                                           |
| 1997                                                         | 230                                                          | 77                                                           | 63                                                           |
| 1998                                                         | 263                                                          | 58                                                           | 52                                                           |
| 1999                                                         | 233                                                          | 40                                                           | 32                                                           |
| 2000                                                         | 245                                                          | 51                                                           | 46                                                           |
| 2001                                                         | 249                                                          | 52                                                           | 20                                                           |
| 2002                                                         | 231                                                          | 45                                                           | 42                                                           |
| 2003                                                         | 265                                                          | 46                                                           | 32                                                           |
| 2004                                                         | 269                                                          | 48                                                           | 41                                                           |
| 2005                                                         | 304                                                          | 82                                                           | 58                                                           |
| 2006                                                         | 246                                                          | 50                                                           | 50                                                           |
| 2007                                                         | 284                                                          | 54                                                           | 50                                                           |
| 2008                                                         | -                                                            | -                                                            | -                                                            |
| 2009                                                         | 264                                                          | 68                                                           | 48                                                           |
| 2010                                                         | -                                                            | -                                                            | -                                                            |
| 2011                                                         | -                                                            | -                                                            | -                                                            |
| 2012                                                         | 277                                                          | 64                                                           | 49                                                           |
| 2013                                                         | 247                                                          | 75                                                           | 46                                                           |
| 2014                                                         | 244                                                          | 57                                                           | 63                                                           |
| 2015                                                         | 270                                                          | 51                                                           | 46                                                           |
| 2016                                                         | 242                                                          | 74                                                           | 58                                                           |
| 2017                                                         | 290                                                          | 57                                                           | 50                                                           |
| 2018                                                         | 267                                                          | 85                                                           | 51                                                           |
| 2019                                                         | 274                                                          | 47                                                           | 52                                                           |
| 2020                                                         | 185                                                          | 37                                                           | 38                                                           |
| 2021                                                         | -                                                            | -                                                            | -                                                            |
| 2022                                                         | 202                                                          | 95                                                           | 59                                                           |
| 2023                                                         | 281                                                          | 81                                                           | 85                                                           |
| 2024                                                         | 299                                                          | 13                                                           | 83                                                           |

0,0: Ottignies ·
2,1: Céroux-Mousty ·
3,0: Court-Saint-Étienne ·
7,3: Faux ·
8,5: La Roche ·
12,0: Villers-la-Ville ·
13,4: Strichon ·
15,6: Tilly ·
17,5: Marbisoux ·
19,0: Marbais ·
21,1: Ligny ·
24,0: Fleurus ·
26,2: Wangenies ·
28,9: Ransart ·
31,0: Bois-Noël ·
32,1: Lodelinsart ·
33,4: La Planche ·
34,8: Dampremy ·
35: Dampremy-Charbonnage ·
36,0: Marcinelle